# Hans Conrad Fischer
Hans Conrad Fischer (* 11. März 1926 in Berchtesgaden; † 13. April 2017) ist ein deutscher Regisseur und Filmproduzent.

## Leben
Hans Conrad Fischer entstammte der Familie des Kommerzienrats Fischer, aus dessen Nachlass der ehemalige Landkreis Berchtesgaden das Schloss Adelsheim erwarb und darin 1968 das Heimatmuseum eröffnete. Das Elektrizitätswerk in Marktschellenberg gehört nach wie vor zum Familienbesitz.
Bereits 1952 vermochte Fischer mit ersten Regiearbeiten zu debütieren. Zwei Jahre später schloss er an der Universität München sein Studium der Philosophie, Germanistik, Theaterwissenschaft, Kunstgeschichte und Zeitungswissenschaft mit einer Dissertation über die Salzburger Festspiele erfolgreich ab und wurde damit zum Dr. phil. promoviert.
Zwischen 1955 und 1961 leitete er die Literatur- und Hörspielabteilung des ORF-Landesstudios Salzburg. Er übernahm auch die künstlerische Leitung der Schallplattenreihe Große Schauspieler – Unvergängliche Dichtung. 1961 gründete Fischer seine Firma, die Fischer Film- und Fernsehproduktion (FFF).
Seinen internationalen Durchbruch hatte er 1967 mit dem Film Das Leben Mozarts. Der Tod seiner Tochter Cornelia, die sich als Malerin „Nela“ nannte und im Alter von 23 Jahren 1977 an Leukämie starb, war die Vorlage für seinen Film Nela. Die Geschichte einer Malerin. Seine Filmarbeiten flossen auch in literarische Werke ein, die zum Teil in mehrere Sprachen übersetzt wurden.
1997 trat er als Besitzer einer Tankstelle in Marktschellenberg dem Bundesverband freier Tankstellen (bft) bei und tat sich zum Erhalt seiner Tankstelle noch 2015 mit einem Geschäftspartner zusammen, der ihre Weiterführung nach seinem Tod zugesagt hatte.
Letzte Erwähnungen fand er im Berchtesgadener Anzeiger 2012 anlässlich einer Lesung und 2017 am Tag seines Todes anlässlich einer Ehrung für langjährige Mitglieder der Alpenvereinssektion Berchtesgaden, bei der er noch für seine 70-jährige Mitgliedschaft geehrt wurde.
Hans Conrad Fischer starb am 13. April 2017 und wurde 91 Jahre alt.

## Audiografie
- Heinrich von Kleist: Der zerbrochne Krug. Hörspielbearbeitung und Regie. Sprecher u. a.: Eduard Wandrey, Herbert Stass. Erstausstrahlung im Sender Freies Berlin (SFB) 1961;

als CD im Auftrag von Rundfunk Berlin-Brandenburg (RBB). DAV, Berlin 2011. ISBN 978-3-86231-102-6

## Bibliografie

### Prosa
- Und Friede den Menschen – Ein Krippenbuch. Zus. mit Karl Heinrich Waggerl. Prestel Verlag, Wien 1959
- Verfischte Tage. Sanssouci Verlag, Zürich 1964.
- Füchserei – sieben heitere Jahrzehnte mit dem Homo sapiens alias stupidus. Selbstpublikation. August von Goethe Literaturverlag, Frankfurt a. M. 2011. ISBN 978-3-8372-1018-7.

### Herausgeberschaft
- Karl Heinrich Waggerl: ... der Lückenbüßer. Otto Müller Verlag, Salzburg 1961.

### Sachbuch
- Die Idee der Salzburger Festspiele und ihre Verwirklichung. Dissertation, Universität München 1954.
- Das Leben Mozarts. Eine Dokumentation. Zus. mit Lutz Besch. Residenz Verlag, Salzburg 1968
- Ludwig van Beethoven. Eine Dokumentation. Residenz Verlag, Salzburg 1970.
- Anton Bruckner, Sein Leben, eine Dokumentation. Residenz Verlag, Salzburg 1974, ISBN 3-7017-0081-8.
- Johann Sebastian Bach. Sein Leben in Bildern und Dokumenten. (inkl. 1 CD) Hänssler Verlag, Holzgerlingen 2000, ISBN 3-775-13437-9

## Filmografie
- Das Leben Mozarts, 1967 (uraufgeführt in der Royal Festival Hall in London)
- Ludwig van Beethoven, 1970 (uraufgeführt in New York und London)
- Das Leben Anton Bruckners, 1974 (uraufgeführt in London, Sydney und beim internationalen Brucknerfest in Linz)
- Nela, 1980 (uraufgeführt in Los Angeles)
- Johann Sebastian Bach, 1985 (uraufgeführt in London und Los Angeles)